# Lemberghaus
Das Lemberghaus ist ein einzeln stehendes Wanderheim der Naturfreunde Deutschland. Es liegt knapp zwei Kilometer nordnordwestlich von Michelfeld im Landkreis Schwäbisch Hall.

## Lage
Das Lemberghaus befindet sich auf 490 m Höhe im Wald hart am Rand der Waldenburger Berge über der Haller Ebene.

## Geschichte
Das Lemberghaus wurde ab dem Frühjahr 1924 von freiwilligen Helfern der 1913 gegründeten Naturfreunde-Ortsgruppe Schwäbisch Hall errichtet und am 28. Juni 1925 eingeweiht. Nach der Enteignung und zwangsweisen Auflösung der Naturfreunde am 6. Mai 1933 diente es als Heim der Hitlerjugend, der Deutschen Arbeitsfront und als KdF-Heim und wurde 1937/38 um Küche und Saal erweitert. Nach Kriegsende nutzten die US-Streitkräfte das Haus vom 28. Juni bis 19. Oktober 1945 als Erholungsheim.
Am 2. Dezember 1945 übernahm der wiedergegründete Naturfreunde-Ortsverein Schwäbisch Hall erneut das Haus, zunächst zur Pacht, ab dem 18. November 1950 wieder als Eigentümer, nachdem zu Pfingsten 1949 am Lemberghaus der Landesjugendtag der Naturfreunde mit 3000 Teilnehmern gefeiert worden war.
Seit der Erweiterung im Oktober 1990 um einen Neubau mit zehn Betten verfügt das Lemberghaus über 30 Betten, bewirtschafteten Gastraum (50 Plätze), Saal (80) und einen Seminarraum (15) sowie einen Außenbereich für bis zu 120 Personen.

## Erreichbarkeit
Das Lemberghaus ist mit dem Pkw und Fahrrad über öffentliche Straßen von Schwäbisch Hall und Gnadental aus erreichbar. Der nächstgelegene Bahnhof befindet sich in Schwäbisch Hall. Ein ausgeschilderter Wanderweg der Naturfreunde führt zum Naturfreundehaus am Steinknickle bei Wüstenrot-Neuhütten, der nächstgelegene Ort Michelfeld ist über einen unbeschilderten Weg zu Fuß erreichbar. Der Weg von Schwäbisch Hall nach Schuppach (Gemeinde Pfedelbach, Hohenlohekreis) berührt das Lemberghaus. Etwa 3 km nordöstlich befindet sich über Waldwege erreichbar das Hohenloher Freilandmuseum Wackershofen.